# Ipomoea eurysepala
Ipomoea eurysepala är en vindeväxtart som beskrevs av Hallier f. Ipomoea eurysepala ingår i släktet praktvindor, och familjen vindeväxter. Inga underarter finns listade i Catalogue of Life.